# Sutton & Whitney

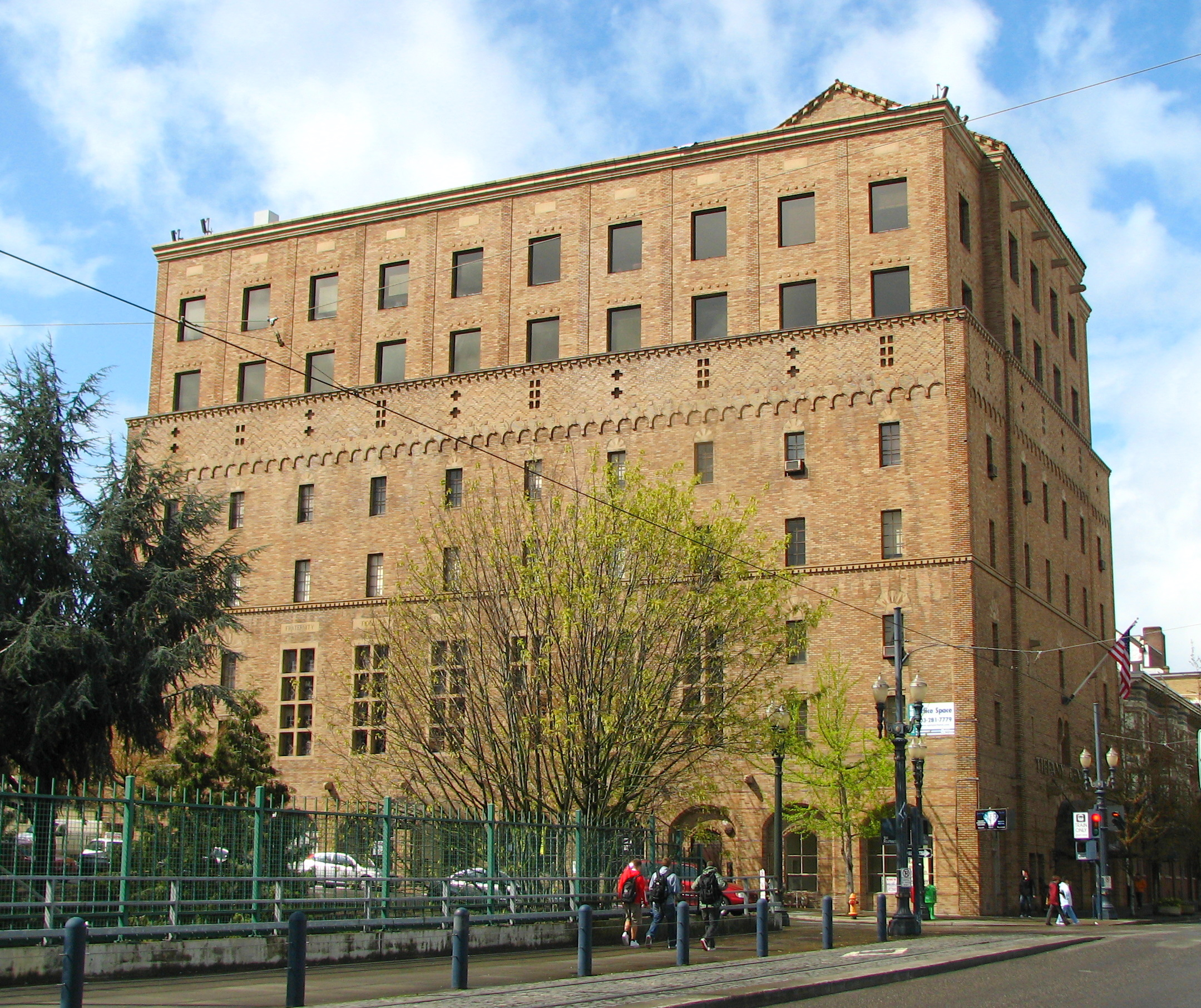

Sutton & Whitney là một công ty kiến trúc có trụ sở tại Portland, Oregon, Hoa Kỳ, hoạt động từ năm 1912 đến năm 1950. Các đối tác chính của công ty gồm Albert Sutton (1866-1923) và Harrison A. Whitney (1877-1962). Năm 1934, công ty đổi tên thành Sutton, Whitney & Aandahl, khi Frederick Aandahl (1887-1950) được công nhận là thành viên chính thức của công ty,. Aandahl đã đảm nhiệm vai trò vẽ sơ đồ thiết kế từ năm 1919 và là cộng sự từ năm 1923.
Một số công trình do công ty thiết kế được đưa vào Sổ bộ Địa danh Lịch sử Quốc gia Hoa Kỳ (NRHP).
Richard Sundeleaf từng làm việc tại công ty này, trước khi chuyển đi và mở công ty riêng.
Những công trình do công ty thiết kế bao gồm:
- Tòa nhà Công ty Ballou & Wright, 327 N.W. Tenth Ave., Portland, OR (Sutton & Whitney), được đưa vào NRHP
- Trường Israel Beth, 1230 S.W. Main St., Portland, OR (Sutton, Whitney, Aandahl & Fritsch),[3] được đưa vào NRHP
- Fruit and Flower Mission, xây dựng năm 1928, 1609 S.W. Twelfth Ave., Portland, OR (Sutton & Whitney), được đưa vào NRHP
- Thư viện Quận Hood River và Công viên Georgiana Smith, 502 State St., Hood River, OR (Sutton and Whitney), được đưa vào NRHP
- Tòa nhà J. K. Gill Company, 426 SW Stark St., Portland, OR (Sutton & Whitney)
- Masonic Temple-Hoquiam, xây dựng năm 1922, 510 8th St., Hoquiam, WA (Sutton & Whitney), được đưa vào NRHP
- Meier & Frank Warehouse, 1438 N.W. Irving St., Portland, OR (Sutton and Whitney),[4] được đưa vào NRHP
- Meier & Frank Delivery Depot, xây dựng năm 1927, 1417 N.W. Everett St., Portland, OR (Sutton & Whitney),[5] được đưa vào NRHP
- Mount Hood Masonic Temple, 5308 N. Commercial Ave., Portland, OR (Sutton & Whitney), được đưa vào NRHP
- Ngân hàng Quốc gia Tacoma, 1123 Pacific Ave., Tacoma, WA (Sutton & Whitney), được đưa vào NRHP
- Neighbors of Woodcraft Building, 1410 S.W. Morrison St., Portland, OR (Sutton and Whitney, et al.), được đưa vào NRHP
- Shriners Hospital for Crippled Children, xây dựng năm 1923, 8200 N.E. Sandy Blvd., Portland, OR (Sutton & Whitney), được đưa vào NRHP